# Breisacher Straße 8 (München)

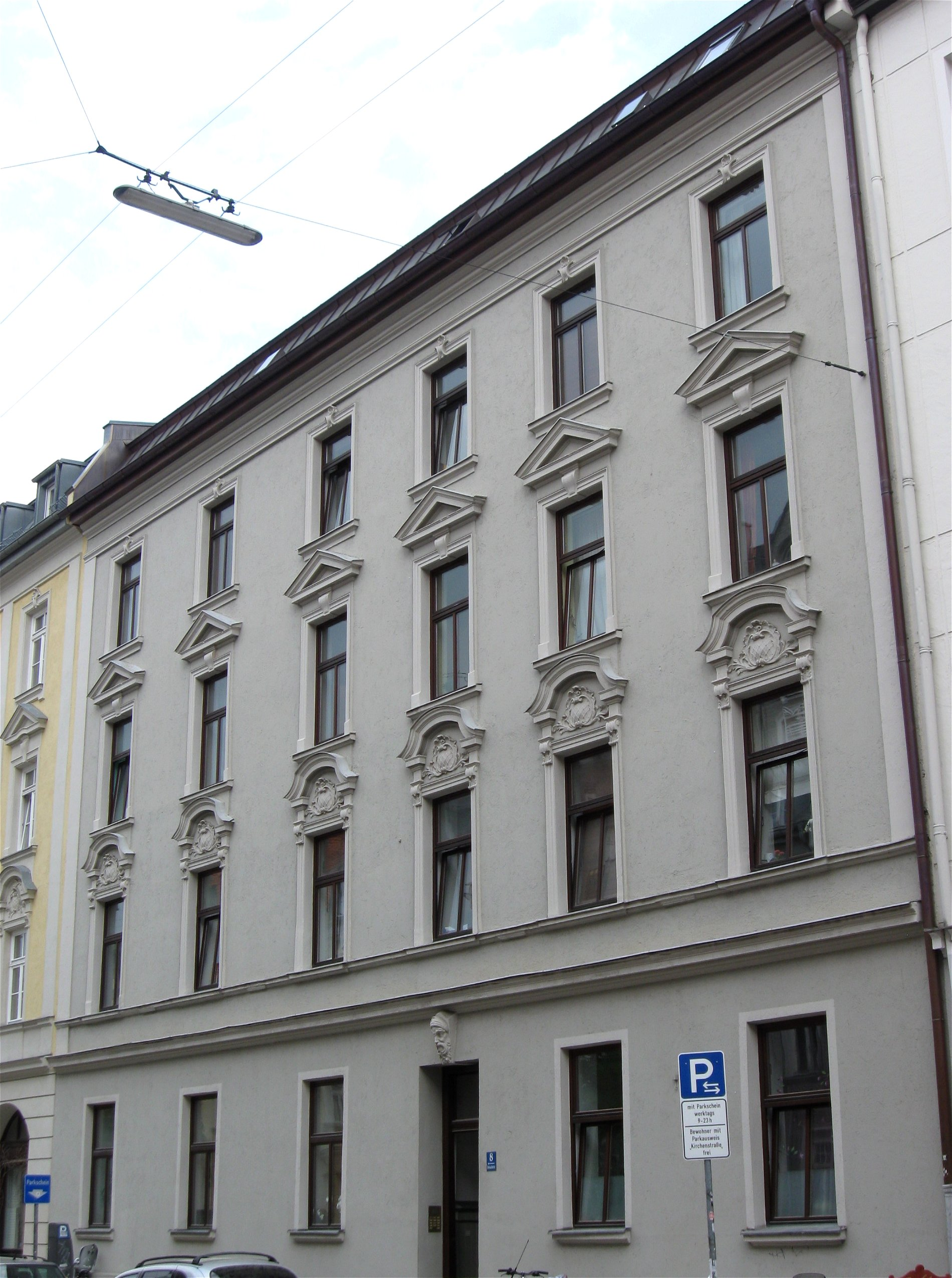
Haus Breisacher Straße 8 in München-Haidhausen

Das Haus Breisacher Straße 8 ist ein denkmalgeschütztes Mietshaus im Münchner Stadtteil Haidhausen.
Der neubarocke und reich stuckierte Bau wurde 1897 nach Plänen des Architekten Hans Thaler errichtet. Das Haus bildet mit der Nr. 10 eine Gruppe.